# Nécropole de Monpalais
La nécropole de Monpalais est un site néolithique comprenant six dolmens et un tumulus situé sur la commune de Taizé-Maulais. C'est l'un des plus importants sites mégalithiques du département des Deux-Sèvres. L'architecture des édifices traduit des influences diverses (dolmens de type angevin et angoumoisin). Le matériel archéologique découvert, parfois très abondant, correspond à plusieurs cultures néolithiques distinctes (Chasséen, Peu-Richard, Campaniforme).

## Historique
En 1865, Le Touzé de Longuemar dresse un plan incomplet du site mais qui comprend un dolmen et deux tumuli désormais disparus. Le dolmen E 134 est inscrit au titre des monuments historiques en 1991. Les principaux monuments ont été restaurés à la fin des années 1990 par Frédéric Bouin.

## Description
L'ensemble de la nécropole a été érigée sur un petit plateau calcaire orienté nord-ouest/sud-est dominant la vallée du Thouet à une altitude moyenne de 80 m. Elle regroupe six dolmens et un tumulus dénommés selon la référence parcellaire cadastrale qu'ils occupent. Ce sont tous des dolmens à chambre quadrangulaire dont la superficie varie de 1,50 m2 à 15 m2

### Dolmen E 129
46° 56′ 47″ N, 0° 08′ 36″ O

Appelé aussi dolmen de Fonsay, il est situé à l'extrémité ouest de la nécropole. C'est un petit dolmen désormais ruiné comportant une table de couverture trapézoïdale qui mesure 2,50 m dans sa plus grande longueur. Elle recouvrait à 1,20 m de hauteur, une petite chambre quadrangulaire, étirée est-ouest, d'environ 2 m de longueur sur 1 m de largeur dont la dalle de chevet a disparu. L'entrée était réduite par une petite dalle côté sud. Aucune trace de tumulus n'est visible. Toutes les dalles sont en grès.

### Dolmen E 134
46° 56′ 54″ N, 0° 08′ 23″ O

C'est le plus grand dolmen et le mieux conservé de la nécropole. La chambre est légèrement trapézoïdale, large de 2,40 m du côté de l'entrée et de 3,20 m au fond, pour une longueur totale de 5,50 m. Elle est recouverte par deux tables de couverture. Les côtés latéraux sont chacun constitués de deux orthostates, le chevet étant fermé par une dalle principale et une plus petite, qui pourrait être une stèle anthropomorphe. L'intérieur de la chambre est compartimenté par une dalle verticale qui s’appuie contre la paroi sud mais qui ne supporte pas la table de couverture. L'entrée est rétrécie par une dalle verticale appuyée contre la paroi sud. Elle est précédée d'un portique, légèrement décalé sur la droite de l'entrée, constitué de deux dalles surbaissées, dont la table de couverture a disparu. Il s'agit donc d'un dolmen de type angevin.  Les dalles sont en grès cénomanien, hormis une table de couverture qui est en calcaire bajocien.
Le cairn est de forme ovalaire (16 m de long sur 9 m de large), il est ceinturé d'un parement. Il est constitué de blocs de grès et inclut des arêtes de pierres délimitant plusieurs cellules internes accolées. Selon Roger Joussaume, il est morphologiquement comparable au tumulus de la Bajoulière en Anjou ou à celui de la Pierre-Folle des Cous en Vendée.
Le dolmen a été fouillé à une date inconnue.

### Dolmen E 136
46° 56′ 50″ N, 0° 08′ 28″ O

C'est un dolmen à chambre carrée et couloir court, déporté à gauche, l'ensemble prenant la forme d'un « P ». Le couloir est délimité par deux dalles surbaissées au nord ; il devait être recouvert par une table de couverture. La chambre était recouverte d'une unique table de couverture d'environ 2,50 m de côté. Les dalles sont en grès. L'une d'elles comporte une gravure en forme de hache dans un « écusson ». Sur le plan de Longuemar, le dolmen est inséré dans un tumulus de forme ovale. Lors des fouilles de Charles Hébras en 1959-1961, il n'en demeurait qu'un amas de pierre formant un demi-cercle côté nord-est et l'intérieur de la chambre avait été remplie avec des galets en grès et des blocs de pierre.
Charles Hébras y découvrit de nombreux ossements humains mais aucun en connexion anatomique, deux vases contenant chacun une rotule humaine et 833 dents correspondant à au moins 50 individus. Divers ossements d'animaux ont aussi été retrouvés : une demi-mâchoire de sanglier, des canines de canidés, une vertèbre de chien, un humérus de chat, une dent de mouton ou de chèvre, une vertèbre de poisson, des vertèbres de jeunes mammifères. 
Le matériel archéologique était très abondant,,, : matériel lithique (9 poignards ou fragments, 4 armatures de flèches tranchantes, 20 pointes pédonculées, 1 pointe de javelot, grattoir, lames, lamelles, éclats en silex ou en jaspe), outillage en os et corne (poinçons, gaine de hache en bois de cerf), céramiques très fragmentées mais diverses (fonds ronds, caliciformes, vases à cupules, à fond plat) et objets de parure (dentales, boutons, anneau, tube en os, coquillages marins perforés, dent de requin fossilisée). Pour Hébras cet ensemble traduit une influence de la culture Seine-Oise-Marne où se mêlent des traditions du Peu-Richard. 

### Dolmen E 143
46° 56′ 45″ N, 0° 08′ 20″ O

Ce dolmen ruiné n'a conservé qu'une table de couverture sub-ovalaire épaisse de 0,20 à 0,25 m couchée sur un orthostate renversé. Il pourrait s'agir d'un dolmen simple, orienté nord-ouest/sud-est, à chambre quadrangulaire, ouvrant à l'est, de 2,30 m de longueur sur 0,60 m de large. Le cairn ovalaire mesure 9 m sur 5 m de large. Les pierres sont en grès.
Le dolmen avait été fouillé à une date indéterminée, le tamisage des déblais par Hébras n'a rien donné.

### Tumulus E 144
Dolmen probable, situé à proximité du E 143 vers l'est ; noté en 1960 comme étant ruiné, et dont il ne reste qu'une bosse en friche, vaste et bien délimitée, évoquant un tumulus.

### Dolmen E 145
46° 56′ 46″ N, 0° 08′ 18″ O

La chambre de forme quadrangulaire mesure 3 m de long sur 2 m de large. Elle est délimitée par une dalle de chevet à l'ouest, un grand orthostate côté sud (2,85 m de long) et deux orthostates côté nord. Côté sud, la plus petite des dalles, située à droite du côté de l'entrée, est de forme ogivale, elle a été assimilée à stèle anthropomorphe. Une petite dalle transversale rétrécie l'entrée côté sud. La chambre est précédée d'un court couloir. L’ensemble correspond à un dolmen en « P ». Il est entouré d'un cairn ovalaire ceinturé d'un parement qui vient s'appuyer sur l'extrémité du couloir. Ce dernier devait à l'origine être recouvert d'une unique table, comme un portique dans un dolmen angevin. L'architecture de ce dolmen correspond à un mélange entre le dolmen de type angevin et le dolmen de type angoumoisin. Le bouchon de pierres placé devant l'entrée correspond à un aménagement secondaire. Les pierres sont en grès.
Deux fosses, de taille inégale, ont été creusées devant le dolmen au sud-est du cairn au Néolithique récent. La plus grande contenait les restes de deux individus. L'ensemble du cairn et les deux fosses furent inclus dans un deuxième tumulus circulaire de 15 m de diamètre sur lequel se dressait une stèle au nord-est.
L'édifice fut fouillé en juillet 1959 par Charles Hébras. Il y découvrit une couche archéologique d'une épaisseur moyenne de 0,70 m, déjà remaniée mais ayant conservé des fragments d'ossements humains (6 calottes crâniennes plus ou moins intactes), 337 dents (dont 53 ayant appartenu à des enfants) correspondant à une douzaine d'individus et de nombreux tessons de céramique. Le mobilier archéologique comportait des outils lithiques (3 pointes de flèches pédonculées, 1 grattoir) et des poteries (à anse, à carène, caliciforme, 1 écuelle).

### Dolmen E 170
46° 56′ 39″ N, 0° 08′ 39″ O

C'est un petit dolmen, désormais ruiné, situé un peu à l'écart des autres, au sud-ouest de la nécropole. Il comporte une chambre légèrement trapézoïdale délimitée par deux orthostates perpendiculaires de respectivement 2,10 m et 2 m de longueur, l'ensemble s'apparentant à un grand caisson. L'existence d'une petite dalle à la jonction de l'entrée et d'un petit couloir laisse penser que le plan d'origine était en forme de « P » avant de subir des modifications secondaires.
Le tumulus actuel mesure 13 m sur 6 m pour une hauteur de 0,90 m au maximum. Sa forme originelle est inconnue car il comprend désormais des ajouts récents de pierrailles. Selon le témoignage d'un ancien propriétaire, il aurait été entouré de pierres dressées à la verticale.
En 1952, E. Fournier accompagné du Dr Carillon fouillèrent le fond de la chambre constitué d'un amas compact d'ossements écrasés, de tessons de poterie et de quelques silex résultant peut-être d'une sépulture secondaire. Le matériel lithique incluait trois pointes de flèches à tranchant, une lame et un fragment de lame, deux éclats et un petit galet percé d'un trou. L'outillage en os se limitait à un fragment de petit poinçon. Les tessons de céramique correspondaient notamment à une jatte carénée à fond plat et à un vase-support cylindrique, tous deux datés du Chasséen, et à un vase fragmenté en quatre tessons, décorés de bandes à traits obliques, attribué à la culture campaniforme.